# Wickersheim-Wilshausen
Wickersheim-Wilshausen är en kommun i departementet Bas-Rhin i regionen Grand Est (tidigare regionen Alsace) i nordöstra Frankrike. Kommunen ligger i kantonen Hochfelden som tillhör arrondissementet Strasbourg-Campagne. År 2022 hade Wickersheim-Wilshausen 394 invånare.

## Befolkningsutveckling
Antalet invånare i kommunen Wickersheim-Wilshausen
| Referens: INSEE |